# ジュノー (アラスカ州)
ジュノー（英語: Juneau [ˈdʒuːnoʊ]）は、アメリカ合衆国アラスカ州にある都市。同州の州都であり、州内ではアンカレッジ、フェアバンクスに次ぐ第3の都市である。

## 概要
ジュノーはアラスカ州南東部のカナダ国境に近い北アメリカ大陸本土に位置する。ガスティノー海峡を挟んだ対岸にはアレキサンダー諸島のダグラス島があり、本土の狭いダウンタウンの背後にはかつて金も獲れた急峻なジュノー山が迫る。
アラスカ州の州都であるが人口の規模は州内で第3位である。アラスカ州の6地区のうち南東部アラスカの中心都市でもある。
ジュノー市は郡でもあり、正式にはジュノー市郡という。したがって市域面積も非常に広く、その面積はロードアイランド州およびデラウェア州を上回る。2000年に拡大したアラスカ州シトカ市郡に抜かれるまでは、全米で最も市域面積の広い市であった。

## 地理

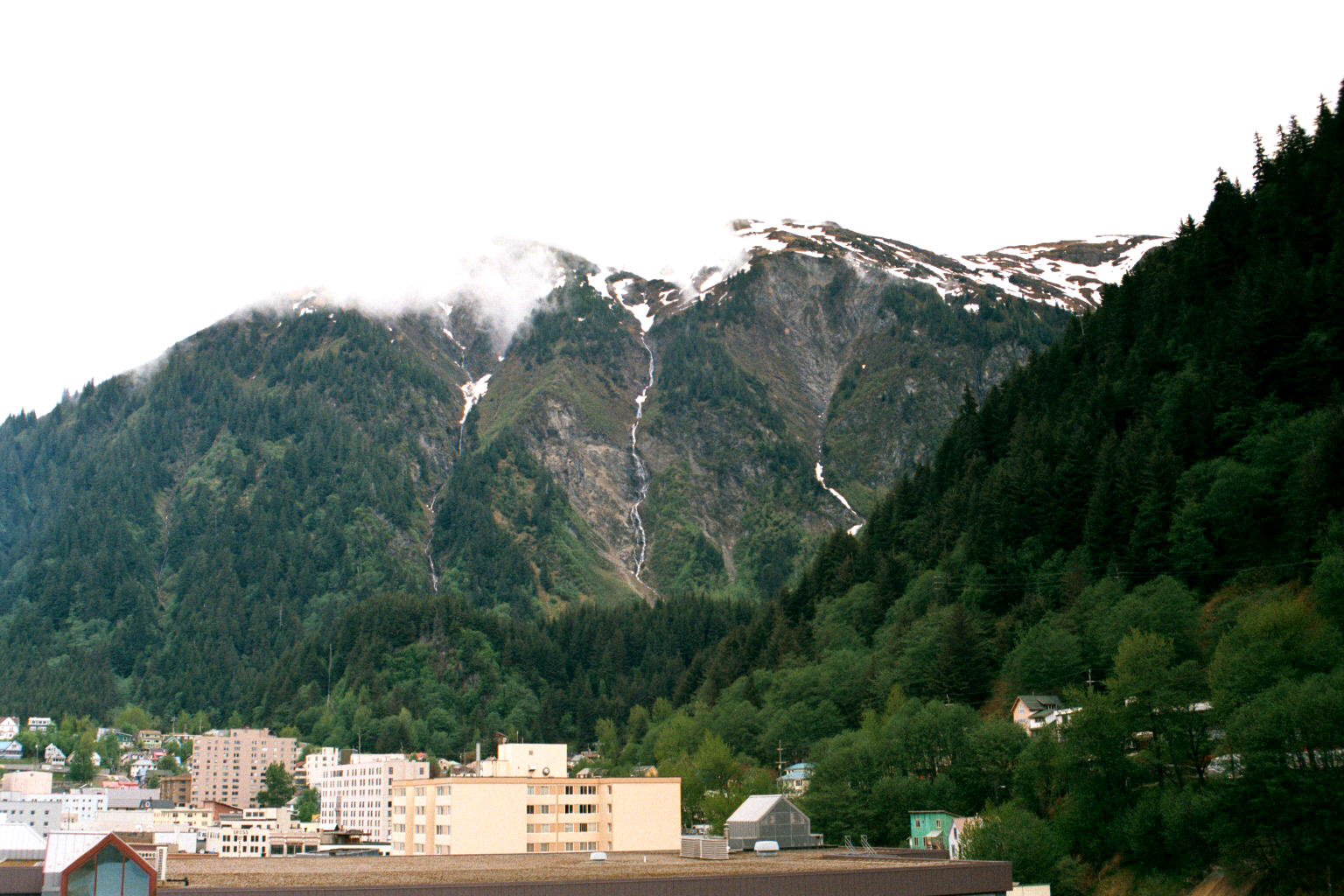
ジュノー山

ジュノーは北緯58度18分7秒 西経134度25分11秒 / 北緯58.30194度 西経134.41972度に位置している。日本に同緯度の都市はなく、北欧のストックホルム（スウェーデン）とほぼ同緯度である。
アメリカ合衆国統計局によると、この都市は総面積8,430.4km2(3,255.0mi2)である。このうち7,036.1km2(2,716.7mi2)が陸地で1,394.3km2(538.3mi2)が水地域である。総面積の16.54%が水地域となっている。

## 歴史

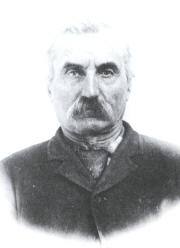
ジョー・ジュノー

かつて、この一帯にはネイティブ・アメリカンのトリンギット族が住んでいた。1880年10月18日、ジョー・ジュノーとリチャード・ハリスの二人がこの地を金採掘のベース・キャンプとした。そして1年もしないうちにベース・キャンプは町へと変貌した。当初はハリスの名を取ってハリスバーグと呼ばれていたが、1881年に金の鉱脈が見つかり町が出来上がると、町の鉱夫たちがジョー・ジュノーの名を取ってジュノーと改名した。

### 沿革
- 1906年にシトカの毛皮の取引や捕鯨が縮小されると、アラスカ州の州都はシトカからジュノーへと移った。
- ジュノーにおける採掘は1940年代まで続いた。しかし、第二次世界大戦が開戦すると、戦争必需品ではなかったために鉱山が閉鎖された。
- 1954年に州の人口重心にもっと近い場所に州都を移す機運が高まり、法案が検討された。しかし、影響力の偏在を避けるため、アンカレッジやフェアバンクスから少なくとも48キロメートル以上離れていることを条件とした。結局州都はジュノーから移されることはなかった。
- 1959年にアラスカ州が連邦49番目の州として昇格すると、州政府と共にジュノーは成長した。1977年にトランス・アラスカ・パイプラインが完成し、ジュノーは政府と観光の両面で雇用を増やした。しかし、1990年代に入ると成長は落ち着いた。
- 2014年7月22日には、アラスカ州では第二次世界大戦中の日系人の強制収容に関連する初の記念碑となる、『空席の椅子の記念碑』の除幕式が執り行われた。
- 2024年8月6日、メンデンホール川上流域で氷河湖が決壊。川の水位が上昇し、市内で大規模な氾濫が生じた[3]。

## 交通

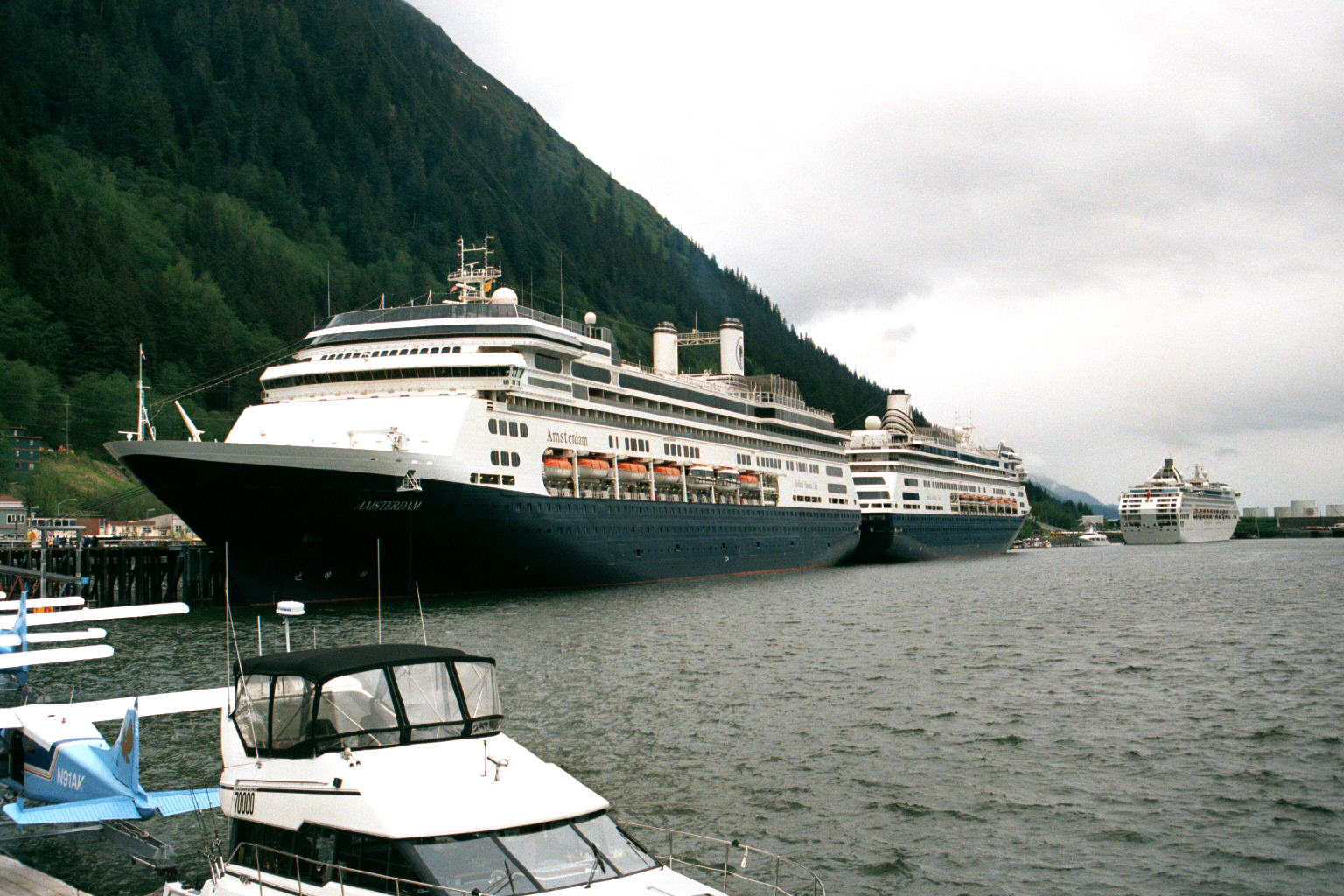
ジュノー港に入るクルーズ船

ジュノーからは市外に通ずる道路も鉄道もない。したがって、水路および空路が同市の交通の上で非常に重要な役割を担っている。

### 空港
- ジュノー国際空港
  - 市の玄関口となっている空港はジュノー国際空港である。アラスカ州の中心都市アンカレッジをはじめ、アンカレッジ国際空港経由で州内の各都市やシアトルと行き来することができる。

### 港湾
- ジュノー港
  - ジュノー港はアラスカ・マリーン・ハイウェイのハブとなっている重要な海港である。これはワシントン州、ブリティッシュコロンビア州（カナダ連邦）、アラスカ州の太平洋岸に位置する各都市を船舶で結ぶものである。

## 情報通信

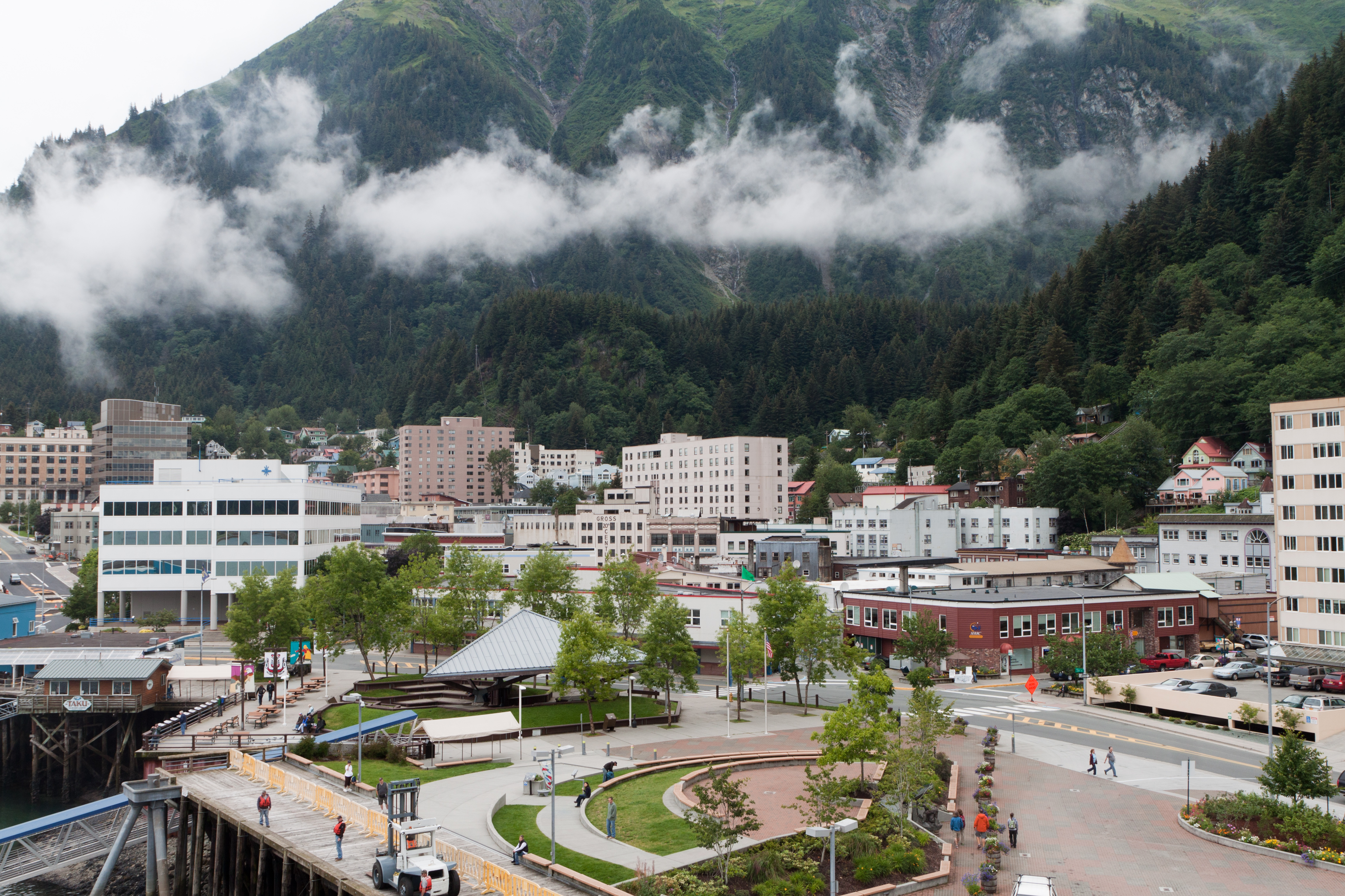
ダウンタウン

### マスメディア
ジュノーの主要新聞は（ジュノー・エンパイア）である。
PBS、NBC、CW、ABCのテレビ各社がジュノーに支局を置いている。また、ジュノーにはAM2局、FM5局のラジオ局がある。

## 気候
ケッペンの気候区分では西岸海洋性気候（Cfc）に属する。
高緯度に位置するため、夏は短くかなり冷涼である。一方、冬の期間は長いが暖流のアラスカ海流が太平洋を流れているため、高緯度にもかかわらずそれほど厳しい冷え込みにはならず、海も凍りにくい。
同じ西岸海洋性気候でも、Cfbは温帯（多雨）夏冷涼気候または植生からブナ気候と呼ばれているのに対し、夏季短期かつ気温も上がらないCfcは月平均気温10°C以上に達する月が1年のうち3ヶ月もしくはそれ以下で、1年のうちで9ヶ月以上（最大なら11ヶ月）も冬季（寒候期）で占めており、温帯でも極めて冷涼なのが特徴であることから、極温帯気候と呼ばれることがある。また、1年のうちの大部分が冬季で占めている上、夏季短期かつ冷涼の条件が亜寒帯気候（亜寒帯北部の気候）の条件とよく似ていることから、海洋性亜寒帯気候、もしくは、海洋性亜北極気候と呼ばれることもある。
このような気候はジュノーをはじめとするアラスカ州太平洋岸のほか、アイスランド南部やノルウェー北西部沿岸、シェトランド諸島などでも見られる。
夏は中緯度高気圧、冬は亜寒帯低気圧が北太平洋海上に発達することから、夏・冬ともアラスカ暖流上を通過した湿潤な南西風が吹きつけるため、高緯度にもかかわらず年間を通じて降水量が非常に多い。
| ジュノーの気候            | ジュノーの気候 | ジュノーの気候 | ジュノーの気候 | ジュノーの気候 | ジュノーの気候 | ジュノーの気候 | ジュノーの気候 | ジュノーの気候 | ジュノーの気候 | ジュノーの気候 | ジュノーの気候 | ジュノーの気候 | ジュノーの気候  |
| 月                        | 1月            | 2月            | 3月            | 4月            | 5月            | 6月            | 7月            | 8月            | 9月            | 10月           | 11月           | 12月           | 年              |
| ------------------------- | -------------- | -------------- | -------------- | -------------- | -------------- | -------------- | -------------- | -------------- | -------------- | -------------- | -------------- | -------------- | --------------- |
| 最高気温記録 °C （°F）    | 16 (60)        | 14 (57)        | 16 (61)        | 22 (72)        | 27 (80)        | 31 (87)        | 32 (89)        | 31 (87)        | 29 (85)        | 20 (68)        | 18 (64)        | 15 (59)        | 32 (89)         |
| 平均最高気温 °C （°F）    | 1.4 (34.6)     | 2.6 (36.7)     | 4.9 (40.8)     | 9.5 (49.1)     | 13.8 (56.9)    | 16.9 (62.4)    | 17.4 (63.4)    | 17 (62.6)      | 13.7 (56.6)    | 9.1 (48.4)     | 4.3 (39.8)     | 2.6 (36.7)     | 9.4 (49.0)      |
| 平均最低気温 °C （°F）    | −3.2 (26.2)    | −2.4 (27.6)    | −1.1 (30.1)    | 1.8 (35.3)     | 5.7 (42.3)     | 9.1 (48.4)     | 10.8 (51.4)    | 10.1 (50.2)    | 7.7 (45.8)     | 3.9 (39.0)     | −0.3 (31.4)    | −2.3 (27.8)    | 3.3 (38.0)      |
| 最低気温記録 °C （°F）    | −29 (−20)      | −26 (−15)      | −21 (−5)       | −11 (12)       | −3 (26)        | 0 (32)         | 4 (39)         | 0 (32)         | −2 (28)        | −11 (13)       | −22 (−7)       | −23 (−10)      | −29 (−20)       |
| 降水量 mm （inch）        | 202.7 (7.98)   | 170.4 (6.71)   | 159.8 (6.29)   | 117.9 (4.64)   | 126 (4.96)     | 112.3 (4.42)   | 138.2 (5.44)   | 207.3 (8.16)   | 323.1 (12.72)  | 336 (13.23)    | 214.4 (8.44)   | 234.4 (9.23)   | 2,342.5 (92.22) |
| 降雪量 cm （inch）        | 61.5 (24.2)    | 40.4 (15.9)    | 13.7 (5.4)     | 2.3 (0.9)      | 0 (0)          | 0 (0)          | 0 (0)          | 0 (0)          | 0 (0)          | 1.5 (0.6)      | 23.4 (9.2)     | 34.5 (13.6)    | 177.3 (69.8)    |
| 平均降水日数 （≥0.01 in） | 20.8           | 17.3           | 19.1           | 18.5           | 19.0           | 17.9           | 17.3           | 21.0           | 22.3           | 24.5           | 20.8           | 20.7           | 239.2           |
| 平均降雪日数 （≥0.1 in）  | 8.3            | 5.3            | 5.0            | 0.7            | 0              | 0              | 0              | 0              | 0              | 0.2            | 4.1            | 5.8            | 29.4            |
| 出典：NOAA                |                |                |                |                |                |                |                |                |                |                |                |                |                 |

## 住民
2010年の国勢調査

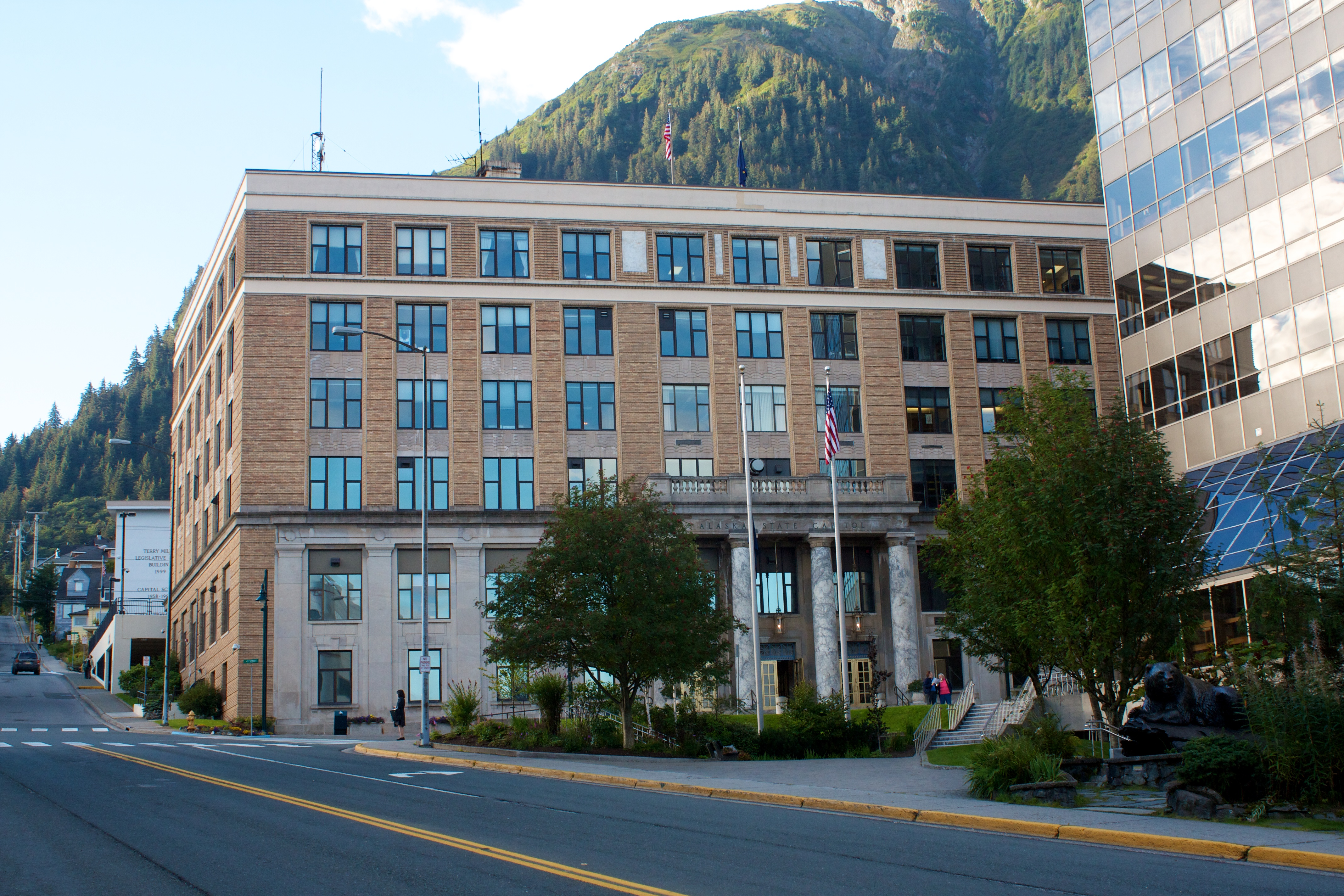
アラスカ州会議事堂

2010年国勢調査によると、ジュノーの人口は3万1275人、世帯数は1万2187世帯、家族数は7742家族である。人口密度は、1平方キロメートルあたり4.4人である。市内には1万3055軒の住宅がある。市内の住宅密度は1平方マイル（1.5平方キロメートル）あたり4.0軒である。ジュノー市民の人種的な構成は、白人が69.4%（ヒスパニックでない白人は67.4%）、アフリカ系アメリカ人が0.9%、ネイティブ・アメリカンが11.8%、アジア系が6.1%（フィリピン系が4.5%、中国系と韓国・朝鮮系がそれぞれ0.3%、日系が0.2%、ベトナム系が0.1%、その他のアジア系が0.3%）、太平洋諸島系が0.7%、その他の人種が1.2%、混血が9.5%となっている。市民の5.1%がヒスパニックまたはラテン系である。市民の2.6%がタガログ語を、2.4%がスペイン語をそれぞれ自宅で使用すると回答している。
2000年の国勢調査
2000年国勢調査によると、ジュノーの人口は3万711人、世帯数は1万1543世帯、家族数は7641家族である。人口密度は、1平方キロメートルあたり4.4人である。市内には1万2282軒の住宅がある。市内の住宅密度は1平方マイル（1.5平方キロメートル）あたり4.5軒である。ジュノー市民の人種的な構成は、白人が74.79%、アフリカ系アメリカ人が0.81%、ネイティブ・アメリカンが11.38%、アジア系が4.68%、太平洋諸島系が0.38%、その他の人種が1.05%、混血が6.91%となっている。市民の3.39%がヒスパニックまたはラテン系である。
市内の1万1543世帯のうち、36.7%の世帯には18歳未満の子どもがいる。51.2%の世帯は夫婦で生活している。10.5%の世帯は未婚の女性が世帯主であり、33.8%の世帯は非家族世帯である。24.4%は単身世帯、4.3%は独居老人の世帯である。1世帯あたりの平均人数は2.60人、1家族あたりのそれは3.10人である。
市民の世代別構成は、27.4%が18歳未満の未成年、18歳以上24歳以下が8.1%、25歳以上44歳以下が32.8%、45歳以上64歳以下が25.7%、65歳以上が6.1%となっている。市民の中央年齢は35歳である。女性の市民100人につき、男性は101.5人いる。18歳以上の女性100人に対しては、100.2人の男性がいる。
ジュノーの1世帯あたりの平均収入は6万2034米ドル、1家族あたりの平均収入は7万284米ドルである。男性の平均収入は4万6744米ドルで、女性のそれは3万3168米ドルである。市民一人当たりの収入（per capita income）は2万6719米ドルである。ジュノー市民の6.0%、ジュノーに居住する家族の3.7%は貧困線以下の収入で生計を立てている。18歳未満の市民の6.7%と65歳以上の市民の3.9%も同様である。

## 対外関係

### 姉妹都市･提携都市
- 嘉義市（中華民国 台湾省）
- ホワイトホース（カナダ連邦 ユーコン準州）
- サスカトゥーン（カナダ連邦 サスカチュワン州）
- ウラジオストク（ロシア連邦 沿海地方）
- カリボ（フィリピン共和国 アクラン州）
- 密山市（中華人民共和国 黒竜江省）